# Kubok SSSR 1977
La Kubok SSSR 1977 fu la 36ª edizione del trofeo. Vide la vittoria finale della Dinamo Mosca, al suo quinto titolo.

## Formula
Come nella stagione precedente la coppa fu organizzata su sei turni, tutti in gara secca.
Al torneo parteciparono Metalist, Neftyanik Fergana, SKA Kiev, Rostsel'maš, Fakel, Mašuk, Guria Lanczchuti, Dinamo Brest, SKA Khabarovsk, Kryvbas, Jangier, Amur ed Iskra Smolensk della Vtoraja Liga 1977, le 22 formazioni di Pervaja Liga 1977 e le 16 formazioni della Vysšaja Liga; in particolare le formazioni di Vtoraja e Pervaja Liga entrarono in gioco tutte nel primo turno, mentre le squadre di Vysšaja furono tutte ammesse direttamente al secondo turno, giocando lo scontro diretto fuori casa.
Al termine dei tempi regolamentari in caso di parità venivano disputati i supplementari; in caso di ulteriore parità si procedeva a battere i tiri di rigore.

## Primo turno
Le gare furono disputate il 27 marzo 1977.
| Squadra 1                | Risultato       | Squadra 2          |
| ------------------------ | --------------- | ------------------ |
| T'orp'edo Kutaisi        | 0 – 1           | Metalist           |
| Terek Groznyj            | 3 – 2 (dts)     | Zvezda Perm'       |
| SKA Kiev                 | 2 – 0           | Neftyanik Fergana  |
| Rostsel'maš              | 0 – 1           | Fakel Voronež      |
| Mašuk Pjatigorsk         | 1 – 2 (dts)     | CSKA Pamir         |
| Guria Lanchkhuti         | 4 – 1           | Šinnik             |
| Spartak Ordžonikidze     | 1 – 1 (4-5 dcr) | Dinamo Minsk       |
| Rubin                    | 0 – 2           | Spartak Mosca      |
| Nistru Kišinëv           | 2 – 0 (dts)     | Dinamo Leningrado  |
| Metalurh Zaporižžja      | 2 – 1           | Dinamo Brėst       |
| Kryvbas                  | 1 – 2           | SKA-Chabarovsk     |
| Jangier                  | 1 – 1 (6-5dcr)  | Tavrija            |
| Uralmaš                  | 0 – 2           | SKA Rostov         |
| Paxtakor                 | 6 – 0           | Amur Blagoveščensk |
| Kuzbass Kemerovo         | 0 – 1           | Iskra Smolensk     |
| Spartak Ivano-Frankivs'k | 2 – 1 (dts)     | Kolchozči Aşgabat  |

## Secondo turno
Le gare furono disputate tra il 10 aprile 1977.
| Squadra 1                | Risultato       | Squadra 2                |
| ------------------------ | --------------- | ------------------------ |
| Spartak Mosca            | 3 – 1           | Lokomotiv Mosca          |
| Terek Groznyj            | 1 – 2           | Dnepr                    |
| SKA Kiev                 | 2 – 0           | Čornomorec'              |
| Metalist                 | 2 – 2 (2-4 dcr) | Karpaty                  |
| Fakel Voronež            | 2 – 3           | Qairat                   |
| SKA Rostov               | 0 – 2           | Zorja                    |
| SKA-Chabarovsk           | 0 – 2           | Dinamo Kiev              |
| Nistru Kišinëv           | 0 – 1 (dts)     | Šachtar                  |
| Metalurh Zaporižžja      | 0 – 1           | Zenit Leningrado         |
| Iskra Smolensk           | 3 – 1           | Kryl'ja Sovetov Kujbyšev |
| Guria Lanchkhuti         | 0 – 1           | CSKA Mosca               |
| Jangier                  | 0 – 1           | Dinamo Mosca             |
| Spartak Ivano-Frankivs'k | 1 – 1 (6-5 dcr) | Ararat                   |
| CSKA Pamir               | 0 – 1 (dts)     | Torpedo Mosca            |
| Paxtakor                 | 1 – 0           | Dinamo Tbilisi           |
| Dinamo Minsk             | 5 – 0           | Neftçi Baku              |

## Ottavi di finale
Le gare furono disputate il 17 e il 18 giugno 1977.
| Squadra 1        | Risultato       | Squadra 2                |
| ---------------- | --------------- | ------------------------ |
| Iskra Smolensk   | 1 – 2           | Paxtakor                 |
| CSKA Mosca       | 1 – 2           | SKA Kiev                 |
| Spartak Mosca    | 0 – 0 (1-3 dcr) | Torpedo Mosca            |
| Zenit Leningrado | 2 – 0           | Karpaty                  |
| Šachtar          | 1 – 0           | Dinamo Minsk             |
| Qairat           | 0 – 2           | Dinamo Mosca             |
| Dinamo Kiev      | 2 – 0           | Spartak Ivano-Frankivs'k |
| Dnepr            | 1 – 3           | Zorja                    |

## Quarti di finale
Le gare furono disputate il 9 e il 10 luglio 1977.
| Squadra 1        | Risultato       | Squadra 2   |
| ---------------- | --------------- | ----------- |
| Zorja            | 1 – 0           | Paxtakor    |
| Dinamo Mosca     | 3 – 0           | Dinamo Kiev |
| Zenit Leningrado | 1 – 1 (4-3 dcr) | Šachtar     |
| Torpedo Mosca    | 1 – 0           | SKA Kiev    |

## Semifinali
Le gare furono disputate il 31 luglio e il 1º agosto 1977.
| Squadra 1    | Risultato | Squadra 2        |
| ------------ | --------- | ---------------- |
| Zorja        | 0 – 1     | Torpedo Mosca    |
| Dinamo Mosca | 2 – 1     | Zenit Leningrado |

## Finale
| Mosca 13 agosto 1977, ore 18:00                 | Dinamo Mosca | 1 – 0 referto | Torpedo Mosca | Stadio Centrale Lenin (45000 spett.) |
| \| \| \| \| \| Kazačënok 17’ \| Marcatori \| \| |              |               |               |                                      |
|                                                 |              |               |               |                                      |
| Kazačënok 17’                                   | Marcatori    |               |               |                                      |